# Willy Derby

Willy Derby (1926)

Willem Frederik Christiaan Dieben (* 5. April 1886 in Den Haag; † 9. April 1944 ebenda) war ein niederländischer Sänger, der in der Zwischenkriegszeit unter dem Namen Willy Derby einer der beliebtesten Künstler der Niederlande war. Zu seinen bekanntesten Liedern gehören Het plekje bij den molen (Der Ort an der Mühle), Twee ogen zoo blauw, Pinda Pinda Lekka Lekka und Schnulzen, von denen Hello Bandung, Het fiere schrijiershart, Droomland und Witte rozen die bekanntesten sind.

## Leben
Derby stammte aus einer Arbeiterfamilie in Den Haag. Er arbeitete als singender Kellner in Antwerpen und New York und auf der Fähre Hoek van Holland – Harwich, bevor er, angeregt durch seine Frau Adelaïde de Kuijper (Hochzeit 23. April 1915), ab 1915 eine ernsthafte Karriere im Varieté begann. Zunächst trat er zusammen mit seinem Bruder Lou Bandy unter dem Namen The Bandy Brothers auf (Bandy ist eine amerikanische Umkehrung der Silben Die-ben.) Schon bald schienen die Charaktere der Brüder jedoch zu unterschiedlich zu sein, um sinnvoll zusammenarbeiten zu können; im Gegensatz zu Lou war Willy als liebenswerter Mensch bekannt.
Willy änderte seinen Künstlernamen in das amerikanisch geläufigere Derby und feierte in den 1920er und 1930er Jahren Erfolge als Sänger von leicht sentimentalen Texten, meist geschrieben von Ferry van Delden oder Jacques van Tol. Er war nicht nur Künstler, sondern besaß auch eine Reihe von Plattenläden in Den Haag.
Als Folge der Weltwirtschaftskrise verlor er fast sein gesamtes Vermögen Anfang der dreißiger Jahre, er war später in der Lage dies durch seine Einkünfte wieder aufzubauen.
Derby ging es finanziell gut, dieser Umstand half dabei, ab Mitte der dreißiger Jahre sowohl seine Ehefrau als auch seine Geliebte Teddy Schaank, die er 1936 kennengelernt hatte, finanziell zu unterstützen.
Während des Zweiten Weltkriegs war Derby dank Van Tols' getarntem Widerstandslied Op de Grebbeberg von Anfang an als antideutscher Künstler bekannt. Seine große Popularität ausnutzend, erkundete er dabei die Grenzen dessen, was die Besatzer bei Aufführungen für zulässig hielten. Die Tatsache, dass er 1941 und 1943 im Gefängnis Scheveningen, bekannt als Oranjehotel, wegen antideutscher Provokation inhaftiert war zeigt, dass er diese Grenzen manchmal überschritten hat. Ihm wurden dort die Medikamente entzogen, welche er aufgrund seiner Herzerkrankung benötigte. Unter Einsatz von Täuschung und Mut schaffte Teddy Schaank es, dass sie ihren Freund besuchen konnte. Dabei schmuggelte sie die Medikamente ein und rettete ihm so möglicherweise das Leben.
Während des Krieges verschlechterte sich Derbys Gesundheitszustand. Kurz nachdem Teddy Schaank die Liebesaffäre mit ihm abgebrochen hatte, starb Derby im Alter von 58 Jahren an einem Herzinfarkt und wurde auf dem Friedhof Oud Eik en Duinen (Grab A-2426) in Den Haag bestattet.